# Хосров-Бейґ
Хосров-Бейґ (перс. خسروبيگ) — село в Ірані, у дегестані Хосров-Бейк, у бахші Міладжерд, шахрестані Коміджан остану Марказі. За даними перепису 2006 року, його населення становило 1914 осіб, що проживали у складі 468 сімей.

## Клімат
Середня річна температура становить 12,18°C, середня максимальна – 32,00°C, а середня мінімальна – -12,06°C. Середня річна кількість опадів – 285 мм.
| Клімат поселення                              | Клімат поселення | Клімат поселення | Клімат поселення | Клімат поселення | Клімат поселення | Клімат поселення | Клімат поселення | Клімат поселення | Клімат поселення | Клімат поселення | Клімат поселення | Клімат поселення | Клімат поселення |
| Показник                                      | Січ.             | Лют.             | Бер.             | Квіт.            | Трав.            | Черв.            | Лип.             | Серп.            | Вер.             | Жовт.            | Лист.            | Груд.            |                  |
| Середній максимум, °C                         | 7,58             | 10,46            | 15,55            | 20,71            | 25,02            | 31,76            | 32,00            | 30,99            | 26,44            | 21,38            | 14,22            | 8,44             |                  |
| Середня температура, °C                       | −2,23            | 0,66             | 5,75             | 10,89            | 15,20            | 21,92            | 25,42            | 24,41            | 19,89            | 14,80            | 7,63             | 1,86             |                  |
| Середній мінімум, °C                          | −12,06           | −9,16            | −4,07            | 1,07             | 5,39             | 12,12            | 18,83            | 17,83            | 13,31            | 8,22             | 1,06             | −4,72            |                  |
| Норма опадів, мм                              | 44               | 36               | 48               | 39               | 34               | 7                | 1                | 1                | 1                | 9                | 25               | 40               |                  |
| Середньомісячна швидкість вітру, м/с          | 2.04             | 2.03             | 3.22             | 3.35             | 2.75             | 2.62             | 2.70             | 2.60             | 2.40             | 2.28             | 1.96             | 1.86             |                  |
| Середньомісячна сонячна радіація, кДж/м²·день | 8619             | 11904            | 14421            | 17924            | 22139            | 26806            | 25903            | 23824            | 20589            | 15081            | 10705            | 8623             |                  |
| --------------------------------------------- | ---------------- | ---------------- | ---------------- | ---------------- | ---------------- | ---------------- | ---------------- | ---------------- | ---------------- | ---------------- | ---------------- | ---------------- | ---------------- |
| Джерело:                                      |                  |                  |                  |                  |                  |                  |                  |                  |                  |                  |                  |                  |                  |